# Union de Bruxelles

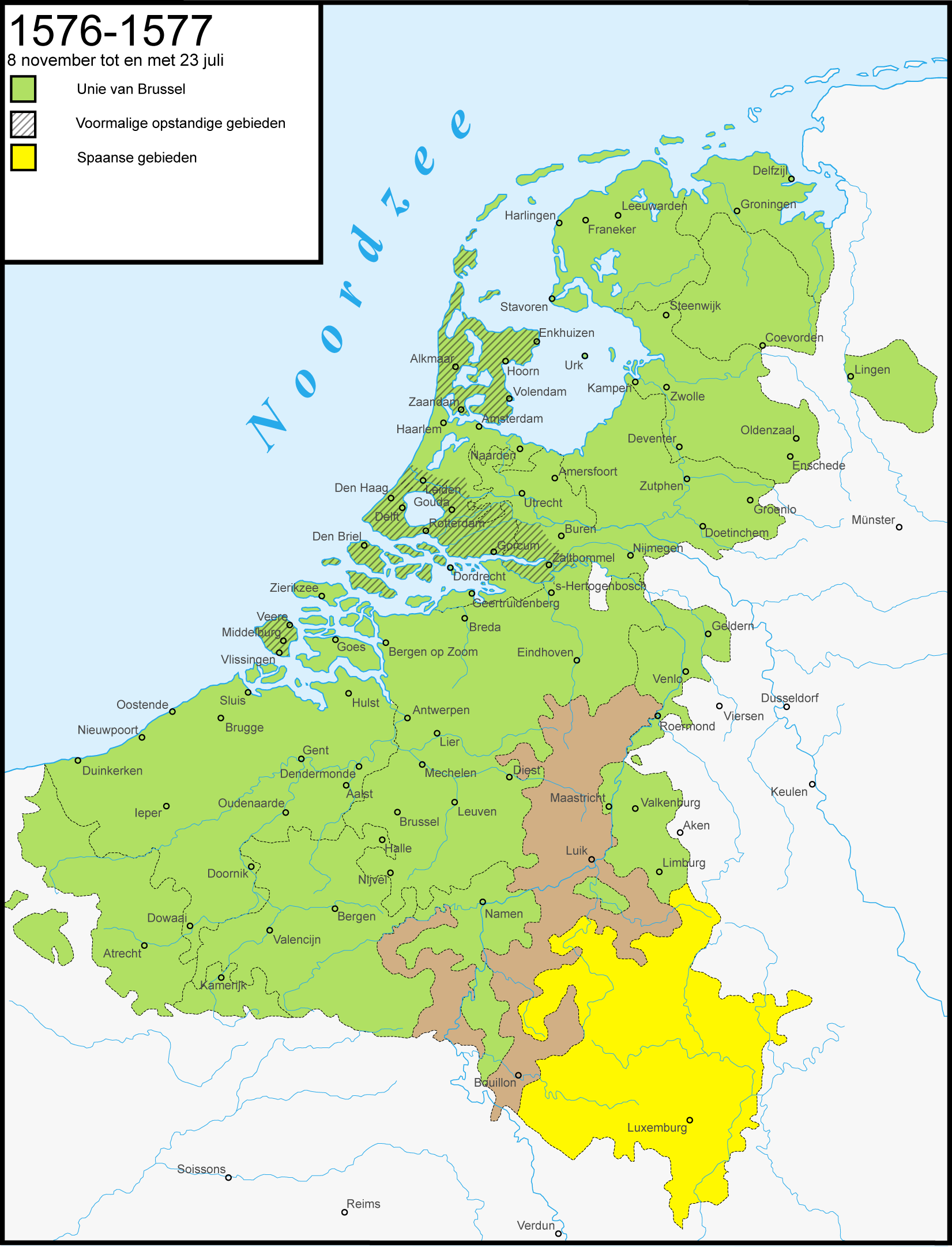
Union de Bruxelles 1577

L'union de Bruxelles, du 9 janvier 1577, est un accord conclu entre les représentants des dix-sept provinces constituant alors les Pays-Bas, dont certaines étaient en état de rébellion contre leur souverain Philippe II, roi d'Espagne.
Cet accord est un prolongement de la pacification de Gand du 8 novembre 1576, dont elle précise les données pratiques d'application.

## Contexte

### La crise de 1576
L'année 1576 est marquée par la mort inopinée du gouverneur général, Luis de Requesens. Faute de successeur désigné, le pouvoir revient au Conseil d'État, mais les États de Brabant décident d'ajourner leur session sine die, et rejoints par les représentants d'autres provinces, forment des États généraux informels. L'homme fort est alors Philippe de Croy, duc d'Aerschot, membre du Conseil d'État et des États généraux.
Durant l'été se produit un grand mouvement de mutinerie dans les troupes espagnoles, qui, faute d'être payées, se mettent à commettre des exactions dans plusieurs villes, notamment Bruxelles et Alost, ainsi que Grimbergen. À l'initiative des Guillaume d'Orange, leader des insurgés (et ancien membre du Conseil d'État), des pourparlers sont ouverts à Gand afin d'étudier les moyens de résoudre ce problème. Ces discussions aboutissent à un texte associant la quasi-totalité des provinces, insurgées ou non : la pacification de Gand, dont la nécessité apparaît encore plus forte lorsque, au début de novembre, la crise atteint son point culminant avec le sac d'Anvers (8 000 morts). Le Conseil d'État décide alors de soutenir la pacification de Gand.

### La pacification de Gand
L'objet premier de ce texte est d'établir un front uni des provinces (insurgées ou non, protestantes ou catholiques) pour obtenir le retrait de l'armée espagnole. En contrepartie, la légitimité de Philippe est reconnue, à condition qu'il n'impose pas des « étrangers » au gouvernement. Le texte contient d'autres exigences politiques (retour des libertés coutumières,...) et religieuses (un point très litigieux, car les provinces ne sont pas vraiment d'accord entre elles). 

## L'union de Bruxelles

### Contenu
Les signataires, représentant les États des dix-sept provinces, se jurent assistance mutuelle et paix inviolable. 
Le texte prévoit le maintien du catholicisme comme seule religion, sauf en Zélande et en Hollande (les deux provinces, très largement calvinistes, qui forment le cœur de la rébellion, sous l'autorité de Guillaume d'Orange) où est garantie la liberté de culte. 
Les mesures de saisie et de confiscation effectuées à l'encontre les insurgés (notamment de Guillaume d'Orange).
Les édits des gouverneurs généraux sont suspendus. 

### Les négociations avec le gouverneur général
Au cours de l'été 1576, Philippe II a nommé un nouveau gouverneur général, son demi-frère don Juan d'Autriche (fils légitimé de Charles Quint). Parti d'Espagne le 24 octobre, il arrive à Luxembourg le 4 novembre. Étant accompagné de seulement quelques personnes, il s'arrête là en attendant d'entrer en contact avec les autorités en place à Bruxelles. 
Des négociations s'ouvrent finalement dans la petite ville de Marche-en-Famenne, située entre Luxembourg et Namur.
Après la pacification de Gand, le traité de Bruxelles est communiqué à Don Juan d'Autriche, qui promulgue le 12 février 1577 un « édit perpétuel » par lequel il accepte les demandes formulées (non sans arrière-pensées sur nombre de points).

## Suites
Don Juan va pouvoir faire une Joyeuse Entrée à Namur d'abord, puis à Louvain, enfin à Bruxelles. Lors de son arrivée à Bruxelles, l'évacuation des troupes espagnoles est très largement achevée.
Très vite, des désaccords vont apparaitre sur les autres points. Au mois de juillet, don Juan, qui ne se sent plus en sécurité à Bruxelles, décide de revenir à Namur. Ayant réussi à prendre la contrôle de la citadelle, il fait des provinces de Namur et de Luxembourg un réduit loyaliste et demande à Philippe II de lui envoyer des troupes. 
Celles-ci n'arriveront qu'à la fin de l'année, sous le commandement d'Alexandre Farnèse, neveu de don Juan et de Philippe II, ce qui permettra de reprendre les opérations militaires en 1578 (bataille de Gembloux, 31 janvier).